# Osbertia
Osbertia là một chi thực vật có hoa trong họ Cúc (Asteraceae).

## Loài
Chi Osbertia gồm các loài: